# Piedigrotta
Piedigrotta es una zona de la ciudad de Nápoles perteneciente al barrio de Chiaia, situada entre Fuorigrotta, la Piazza Sannazaro y la estación de ferrocarril de Mergellina.

## Etimología

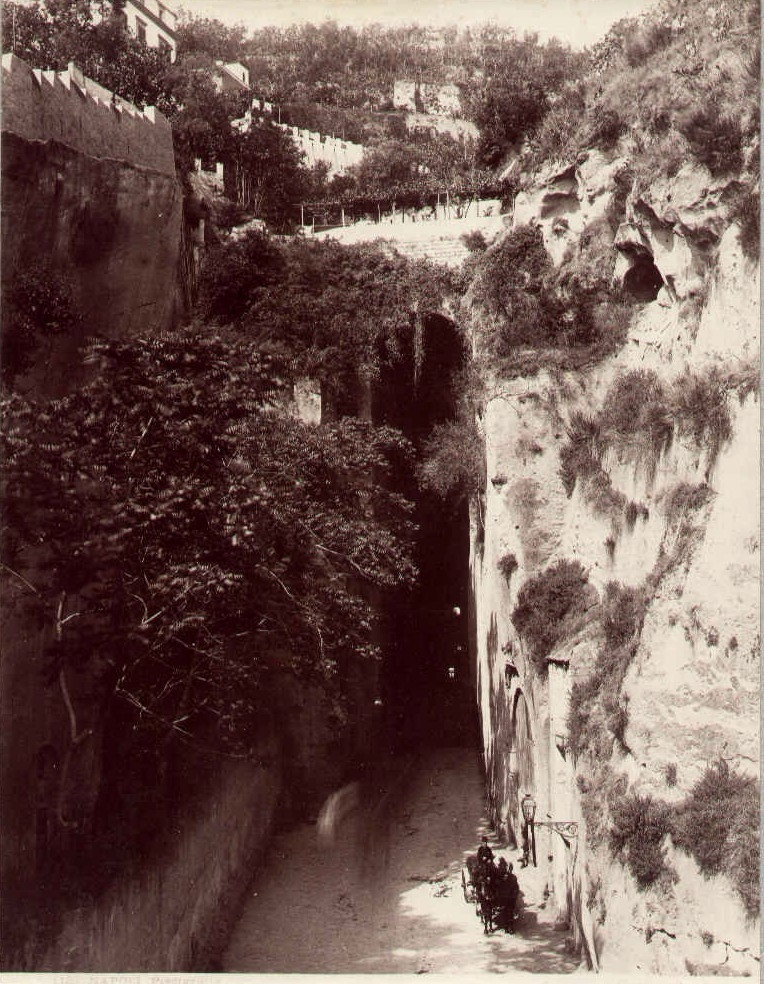
La galería de Piedigrotta a principios del siglo xx (foto de Giorgio Sommer).

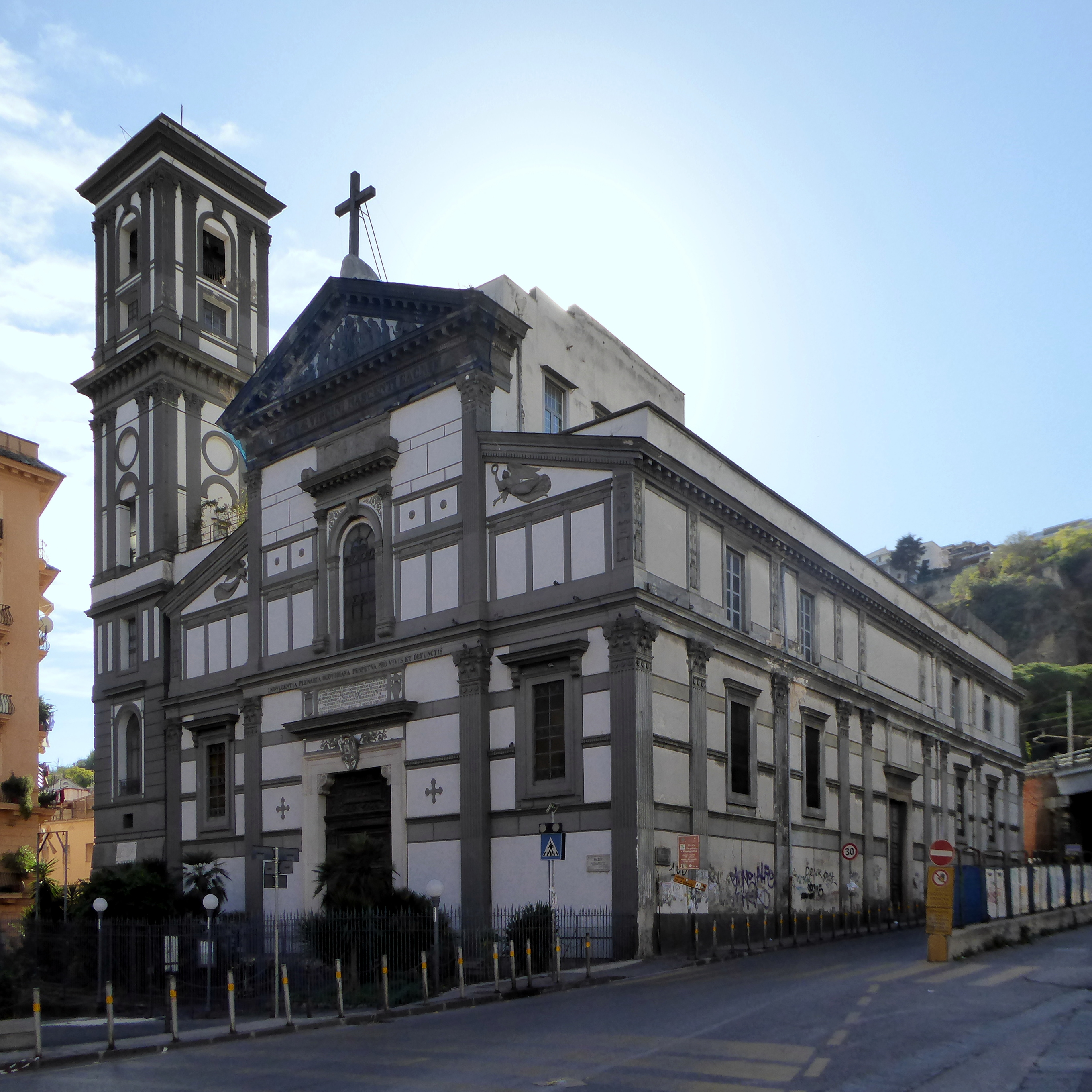
La iglesia de Santa Maria di Piedigrotta.

La zona debe su nombre a que está situada delante (ai pedi grotta, literalmente «al pie de la gruta») de una galería excavada en la época romana en la colina de Posillipo: la Cripta Napolitana (llamada también «gruta de Pozzuoli» o «gruta de Posillipo»).

## Historia

### Edad Antigua
Delante de esta galería, según una larga tradición basada principalmente en el Satiricón de Petronio, había un sacelio dedicado al dios greco-romano Príapo, en el cual se oficiaban ritos sagrados y misterios religiosos en honor de esta divinidad. Además, durante un breve periodo (siglos i-ii d. C.) se añadió también el culto del poeta Virgilio, oficiado por el poeta Silio Itálico en su tumba.

### Edad Media
Data del siglo xiv la fiesta en honor de la Virgen de Piedigrotta.

### Edad Contemporánea
La fiesta de Piedigrotta vivió su máximo esplendor entre finales del siglo xix y la segunda mitad del siglo xx, cuando se convirtió en el escaparate de la música napolitana junto con el Festival de Nápoles. La fiesta fue suprimida en los años sesenta del siglo xx por motivos de orden público, con breves interrupciones en los años ochenta. En 2007, el Ayuntamiento de Nápoles reestableció la fiesta, que sin embargo fue abandonada de nuevo por motivos económicos.

## Economía y sociedad
Piedigrotta ocupa una pequeña zona del primer municipio. El saldo natural es uno de los más altos de la ciudad debido a que los matrimonios son muy frecuentes, el 90 % de los cuales son religiosos. El barrio cuenta con abundantes zonas verdes, con unos 258 000 m² de parterres. De estas zonas verdes, sin embargo, solo una parte es utilizable, y faltan espacios adecuados para la actividad deportiva y recreativa.